# Mistrovství světa v zápasu řecko-římském 1978
Mistrovství světa v zápasu řecko-římském proběhlo v Ciudad de México, Mexiko v roce 1978.

## Výsledky
| Kategorie | Podrobnosti | Zlato                      | Stříbro                | Bronz                     |
| --------- | ----------- | -------------------------- | ---------------------- | ------------------------- |
| -48 kg    | podrobně    | Constantin Alexandru (ROU) | Alexej Šumakov (URS)   | Roman Kierpacz (POL)      |
| -52 kg    | podrobně    | Vachtang Blagidze (URS)    | Nicu Gângă (ROU)       | Babis Cholidis (GRE)      |
| -57 kg    | podrobně    | Šamil Serikov (URS)        | Ivan Frgić (YUG)       | Pasquale Pasarelli (FRG)  |
| -62 kg    | podrobně    | Boris Kramarenko (URS)     | Kazimierz Lipień (POL) | Lars Malmkvist (SWE)      |
| -68 kg    | podrobně    | Ștefan Rusu (ROU)          | Andrzej Supron (POL)   | Alexandr Alijev (URS)     |
| -74 kg    | podrobně    | Arif Niftullajev (URS)     | Ferenc Kocsis (HUN)    | Gheorghe Ciobotaru (ROU)  |
| -82 kg    | podrobně    | Ion Draica (ROU)           | Momir Petković (YUG)   | Vladimir Čeboksarov (URS) |
| -90 kg    | podrobně    | Stojan Nikolov (BUL)       | Frank Andersson (SWE)  | Viktor Avdyšev (URS)      |
| -100 kg   | podrobně    | Nikolaj Balbošin (URS)     | Georgi Petkov (BUL)    | Refik Memišević (YUG)     |
| +100 kg   | podrobně    | Oleksandr Kolčynskyj (URS) | Nikola Dinev (BUL)     | Roman Codreanu (ROU)      |